# Малая Кимитина (нижний приток Большой Кимитины)
Малая Кимитина — река в России на полуострове Камчатка, протекает по территории Мильковского района Камчатского края. Длина реки — 95 км, площадь водосборного бассейна — 1290 км².
Образуется при слиянии нескольких ручьёв между горами Лукавая (1192,8 м) и Сахарная (1003,2 м) на высоте 605,8 метров над уровнем моря. От истока течёт на север, после впадения Подувального у подножия горы Кубинской поворачивает на восток и протекает в межгорной котловине, поросшей берёзово-осиновым лесом с примесью ели. В нижнем течении берега заболочены. Впадает в реку Большая Кимитина справа на расстоянии 2 км от её устья. Ширина реки вблизи устья 20 метров, глубина 2,3 метра, дно твёрдое.
По данным государственного водного реестра России относится к Анадыро-Колымскому бассейновому округу. Код водного объекта — 19070000112120000013673.
Притоки:
- левые: Подувальный, Перевальный, Стланиковый, Олекма[4], Гусиная[6].
- правые: Ветвистый[4], Подувальная[6], Микижина.